# Kim Bartholomew
Kim Bartholomew ist eine US-amerikanische Informatikerin und frühere Bogenschützin und Bogenbiathletin.
Bartholomew wuchs als mittleres von acht Geschwistern auf der nördlichen Halbinsel von Michigan auf und lebt seit ihrem Studium in Utah. Sie studierte Informatik an der Brigham Young University. Sie ist Promotionsstudentin an der Nova Southeastern University und lehrt seit 1996 am Department for Information Systems and Technology als Associate Professor for Info Systems & Technology an der Utah Valley University.
An der Universität studierte sie zunächst Erholungswissenschaften und belegte daneben unter anderem Skilanglauf. Sie heiratete ihren Trainer in dieser Sportart und beendete wegen der Gründung einer Familie ihr Studium zunächst nicht. Neben der Kindererziehung lehrte sie sechs Jahre an einer Montessori-Vorschule. 
Bartholomew wechselte ihr Studienfach in Informatik, welches sie mit einem Master abschloss.
Bartholomew ist als Sportlerin als Bogenschützin aktiv und hier insbesondere im Bogenbiathlon. Ihren größten Erfolg erreichte sie, als sie bei den erstmals ausgetragenen Bogenbiathlon-Weltmeisterschaften 1998 in Cogne an der Seite von Denise Parker und Leslie Howa als Startläuferin der US-Staffel hinter den Vertretungen aus Italien und Frankreich die Bronzemedaille gewinnen konnte.